# Bódogh Lajos
Bódogh Lajos Károly (Kecskemét, 1851. augusztus 23. – Budapest, 1924. május 30.) ügyvéd, Léva polgármestere.

## Élete
Bódogh Károly ügyvéd és Koppauer Anna fia. Felesége Váray Vilma (1887–1967) volt.
Kecskeméti származású, szegedi ügyvéd volt. 1896-ban megválasztották Máriássy István polgármester mellé első tanácsnoknak, majd utóda lett a polgármesteri székben. 1897-ben polgármester-helyettesként azon lévai küldöttség tagjaként járt Szombathelyen, amely a Lévai Nemzeti Őrsereg zászlaját átvette. Hivatali ideje alatt építették 1901–1902-ben a városházát, 1909–1910-ben a városi vigadót, elkészült a keramit út és a városi villamostelep is.
1909-ben hírlapi összetűzésbe került Karafiáth Máriusz főorvossal. 1911-ben jelen volt Budapesten a rendezett tanácsú városok polgármesterei országos egyesületének utolsó rendes közgyűlésén, amikor kimondták a Magyar Városok Országos Kongresszusával való fúziót.
1919 januárjában Léva megszállásakor nyugalomra intett. A csehszlovák államfordulatot követően márciusban Budapestre menekült és lévai házát eladta. Ennek ellenére élete végén szűkölködve élt.
Bélhurutban hunyt el, a Farkasréti temetőben helyezték örök nyugalomra, sírját azonban felszámolták.

## Emlékezete
- 1938-ban Léva visszakerülése után utcát neveztek el róla.[14]